# Halo Wars
Halo Wars is een real-time strategy-spel van Ensemble Studios (bekend van Age of Empires). Halo Wars speelt zich af in een tijdperk voorafgaand aan dat van het (oudere) spel Halo: Combat Evolved en is vanaf het begin gemaakt voor de Xbox 360. De release was in Europa op 27 februari 2009.
De demo van Halo Wars is op Xbox Live te vinden. De demo was binnen 5 dagen meer dan 2 miljoen keer gedownload door bezitters van een Xbox Live Gold-lidmaatschap. Microsoft maakte bekend dat Halo Wars de best verkopende console-real-time strategy-spel op deze generatie spelcomputers is.

## Soundtrack
| 1.                         | Spirit of Fire                      | 2:11 |
| 2.                         | Bad Here Day                        | 3:00 |
| 3.                         | Perspective                         | 1:24 |
| 4.                         | Money or Meteors                    | 3:23 |
| 5.                         | Flollo                              | 3:01 |
| 6.                         | Just Ad Nauseum                     | 0:56 |
| 7.                         | Unusually Quiet                     | 1:29 |
| 8.                         | Flip and Sizzle                     | 3:39 |
| 9.                         | Put The Lady Down                   | 2:20 |
| 10.                        | Six-Armed Robbing Suit              | 2:55 |
| 11.                        | Action Figure Hands                 | 2:59 |
| 12.                        | Status Quo Show                     | 1:13 |
| 13.                        | Part Of The Plan                    | 0:29 |
| 14.                        | Work Burns and Runaway Grunts       | 3:06 |
| 15.                        | Freaked Out                         | 0:44 |
| 16.                        | Rescued Or Not                      | 1:31 |
| 17.                        | Best Guess At Best                  | 2:55 |
| 18.                        | One Problem At A Time               | 1:14 |
| 19.                        | De Facto The Matter                 | 1:31 |
| 20.                        | Part Of The Problem                 | 2:58 |
| 21.                        | Fingertips Are Broken               | 3:22 |
| 22.                        | Out Of There Alive                  | 1:04 |
| 23.                        | Through Your Hoops                  | 1:35 |
| 24.                        | Under Your Hurdles                  | 1:28 |
| 25.                        | Insignificantia (All Sloopy/No Joe) | 3:19 |
| Totale duur: Totaal: 53:57 |                                     |      |

## Ontvangst
| Beoordeeld door        | Datum            | Score |
| ---------------------- | ---------------- | ----- |
| Totally Gaming Network | 15 juni 2009     | 90%   |
| Gamer 2.0              | 20 februari 2009 | 87%   |
| Wonderwallweb.com      | 5 maart 2009     | 85%   |
| XboxAddict             | 16 maart 2009    | 84%   |
| Play.tm                | 20 februari 2009 | 81%   |
| videogamer.com         | 20 februari 2009 | 80%   |
| G4 TV: X-Play          | 20 februari 2009 | 80%   |
| Gamervision            | 11 maart 2009    | 78%   |
| Good Game              | 23 februari 2009 | 75%   |
| Lawrence               | 27 maart 2009    | 68%   |

## Trivia
- Het spel is opgenomen in het boek 1001 Video Games You Must Play Before You Die van Tony Mott.